# Jonathan Assous
Pour les articles homonymes, voir Assous.
Jonathan Assous, est né et a grandi à Sarcelles, le 02 septembre 1983, une banlieue mal famée en région parisienne. Dans un environnement où les opportunités étaient limitées, le sport est rapidement devenu pour lui une voie d'évasion et de réussite.
Son père, adoptant une méthode stricte et inspirée de la célèbre méthode Williams (utilisée par le père des championnes de tennis Serena et Venus Williams), l'a entraîné avec rigueur dès son plus jeune âge. Grâce à cette discipline et à un travail acharné, Jonathan a pu surmonter les défis de son environnement et bâtir une carrière de footballeur professionnel, jouant pour des clubs tels que le Stade de Reims et d'autres équipes en Israël.
Son passage à Reims a été une étape importante de sa carrière, contribuant à sa reconnaissance dans le football français.
Cette combinaison de détermination personnelle et de soutien familial a été cruciale pour qu'il puisse atteindre ses objectifs et réussir dans le monde du football.
Son frère, Gary Assous, a lui aussi eu une carrière de footballeur, évoluant principalement en France dans les divisions inférieures.

## Biographie
Il évolue principalement à l'AS Nancy-Lorraine, au Nîmes Olympique, au SCO Angers, et au Stade de Reims avant de rejoindre Israël en 2008.

## Palmarès
- Vainqueur de la Toto Cup en 2009 avec le Maccabi Tel-Aviv

## Statistiques
- 83 matchs et 1 but en Ligue 2
- 45 matchs et 0 but en National
- 203 matchs et 10 buts en 1re division israélienne